# Pirogallol
A pirogallol egy szerves vegyület, egy háromértékű fenol. Benzolgyűrűt tartalmaz, a benzolgyűrűjéhez három hidroxilcsoport kapcsolódik vicinális, szomszédos helyzetben (1,2,3-helyzet). Kristályos vegyület. Fehér színű csillogó lemezekből vagy tűkből áll. A két izomerje a hidroxihidrokinon és a floroglucin. Vízben jól, alkoholban és dietil-éterben kevésbé oldódik. Ha hevítik, szublimál.

## Kémiai tulajdonságai
A pirogallol erős redukálószer, könnyen oxidálódik. Ha a vizes oldatához néhány csepp vas(II)- vagy vas(III)-sóoldatot adnak, kék színreakciót mutat. A kék szín állás közben lassan barnára változik. Vas(III)-ionok hatására purpurogallinná oxidálódik.
Redukálja a higany, az ezüst és az arany sóinak oldatát, ezekből fémet választ ki. Ekkor a vegyület aromás jellege megszűnik, a vegyület oxálsavvá és ecetsavvá alakul, oxidálódik.
A vegyület lúgos oldata nagyon könnyen elnyeli (abszorbeálja) az oxigént. A gyűrűje felbomlik, ecetsavvá és szén-dioxiddá (ez általában karbonáttá alakul) oxidálódik. Ez a reakció a gyűrű teljes felnyílásával jár. A színe feketésbarnává válik.

## Előfordulása
A vegyület származéka, dimetil-étere megtalálható a bükkfakátrányban.

## Előállítása
A pirogallol a legrégebben ismert többértékű fenol. Scheele állította elő először galluszsav hevítésével 1786-ban, a vegyület neve is innen ered. Ez egy dekarboxilezési reakció, a galluszsav karboxilcsoportja szén-dioxid formájában távozik.
A pirogallolt lényegében ma is a galluszsav dekarboxilezésével gyártják. Ma már azonban nem száraz hevítést alkalmaznak, hanem háromszoros mennyiségű víz jelenlétében, nyomás alatt melegítik a galluszsavat 210 °C-ra.

## Felhasználása
A pirogallolt a fényképészetben előhívásra használják. Köztes termék gyógyszerek és aromaanyagok előállításánál. Emellett növényvédőszerek és festékek előállítására is használják. Emellett elektromos alkatrészek gyártására is szolgál.
A pirogallol lúgos oldatát az analitikai kémiában az oxigéngáz kimutatására használják, mert az oxigénnel nagyon gyorsan reakcióba lép.